# زمزم حسن مكي
زمزم بنت حسن بن يوسف مكي، هي المؤسس الأول لجمعية المرأة العمانية، والتي ترأستها في إحدى فتراتها، وشغلت منصب نائبة رئيس المجلس في فترة أخرى، وهي إحدى أول امرأتين تمثلان ولايتيهما في المجلس البلدي عام 2002.

## النشأة والتعليم
ولدت زمزم حسن مكي عام 1950 في محافظة مسقط، ونشأت في عائلة مكونة من 14 فردًا، تلقت تعليمها في مدرسة الإرسالية الأمريكية حتى الصف الخامس الابتدائيّ، ثم أكملت تعليمها ونالت شهادة الإعدادية بمدرسة الزهراء للبنات في مسقط (وهي أول مدرسة للبنات أنشأها السلطان قابوس بعد النهضة المباركة)، ثم حصلت على دبلوم سكرتارية وإدارة أعمال لاحقًا.

## الحياة العملية والتدرج الوظيفي
عُينت زمزم حسن مكي في عمر الخمسة وعشرون عامًا باحثة اجتماعية في وزارة الشؤون الاجتماعية والعمل والتدريب المهني، ثم نقلت إلى قسم شؤون الموظفين، ثم ترقت وأصبحت رئيسة للقسم، في عام 1984 عُينت رئيسة لقسم الجمعيات النسائية في المديرية العامة لشؤون المرأة والطفل، ثم مديرةً لدائرة الثقافة والإعلام بالمديرية العامة لتنمية المجتمعات المحلية بين عامي 1990 و1997، ثم صارت رئيسةً للمكتب الفني حتى تقاعدها في عام 1999.

## تأسيس جمعية المرأة العمانية
في عام 1969 أرسلته زمزم إلى زميلاتها في مدينة مسقط لتشكيل نادٍ للفتيات مستلهمة من النادي الذي أقامته مدرسة الأمانة الابتدائية (وهي مدرسة الإرسالية الأمريكية) بهدف تقوية الترابط بينهن بعد التخرج وخدمة مجتمعهن، تلقت زمزم تجاوبًا إيجابيًا فاق توقعاتها، فتجمعت 37 امرأة وفتاة في ظل إمكانيات بسيطة جدًا وصعوبة اللقاء والتواصل. وتم عقد الاجتماع الأول في منزل محمد نصيب خان بمسقط يوم الأربعاء الموافق 23 سبتمبر عام 1970 للميلاد، ومن خلاله تم اختيار أميرة الكندية أول رئيسة لمجلس إدارة جمعية المرأة العمانية في مسقط..
بعدها في مطلع عام 1972 صدر قانون تنظيم الأندية والجمعيات بمرسوم سلطانيّ وتم إشهار الجمعية رسميًا ضمن خمسة عشر ناديًا يسمح لها بمزاولة النشاط الرياضي والثقافي، ثم في النصف الثاني من عام 1979 تم افتتاح فرعين آخرين للجمعية في ولايتي البريمي وصلالة، وبعدها تم إشهارهما كجمعيات مستقلة..
ثم في عام 1976 استلمت الجمعية أول مقر دائم لها لتنطلق منه الفعاليات بشكل منظم والذي تم افتتاحه في يناير 1977 تحت رعاية كاملة بنت طارق آل سعيد ونخبة من نساء المجتمع، واستلمت الجمعية رسالة خطية من ميزون بنت أحمد المعشنية والدة السلطان الراحل قابوس بن سعيد.